# Rei An de Zhou
El rei An de Zhouva ser el trenta-tresè rei de la dinastia Zhou xinesa i el vint-i-cinc primer de l'est de Zhou.
Va succeir el seu pare el rei Weilie de Zhou al tron de la Xina el 401 aC. Després de morir, el seu fill el rei Lie de Zhou va governar sobre la Xina. El seu altre fill va ser el rei Xian de Zhou.

## Família
- Pares: 
  - Príncep Wu (王子午 ; d. 402 aC), va governar com a rei Weilie de Zhou entre el 425 i el 402 aC
- Fills: 
  - Príncep Xi (王子喜 ; d. 369 aC), va governar com a rei mentida de Zhou entre el 375 i el 369 aC
  - Príncep Bian (王子扁 ; d. 321 aC), va governar com el rei Xian de Zhou des del 368-321 aC